# Histoire du Centre-Val de Loire
Cet article est consacré à l'histoire de la région Centre-Val de Loire en France.

## Préhistoire
Les investigations archéologiques ont mis en évidence une présence humaine précoce en région Centre-Val de Loire. 
À Triguères, dans l'est de la région, un riche gisement d'artéfacts datant du Moustérien a été découvert en 1922. Les outils trouvés vont du moustérien de tradition acheuléenne (de 500 000 à 300 000 ans avant le présent) au moustérien final (30 000 ans).
Dans le département de l'Indre, au lieu-dit de La Grande Planche, à Azay-sur-Indre, les archéologues ont mis au jour un outillage lithique essentiellement constitué de bifaces, d'un racloir et d'une hache polie « à talon » en dolérite démontre l'existence d'une importante production humaine aux environs de la plaine alluviale indroise au cours du paléolithique. Dans les années 60, des fouilles, réalisées par méthode de sondage, ont permis de livrer le même type d'objets préhistoriques sur les sites de Fléré-la-Rivière et à Montbazon (Indre).
Le Mésolithique (période culturelle allant de 10 000 à 5000 av. J.-C. est également représenté, avec de nombreux artéfacts lithiques exhumés dans les départements de l'Indre,, d'Indre-et-Loire et de Loir-et-Cher.
Certains lieux de la région du Berry explorés dès la fin du XIXe siècle ont livré des monuments funéraires et cultuels, tels que des tumuli, des élévations mégalithiques et des dolmens, datés de la fin du néolithique / début de l'âge du bronze.

## Âge du Fer
Dès l'époque gauloise et jusqu'à la fin du XVIe siècle, le chemin du sel entre Loire et Yonne reliait le port de La Ronce, à 1 500 m en amont de Châteauneuf, à Auxerre dans l'Yonne.

## Période phare: Moyen Âge

### Implantation du christianisme
Au IVe siècle un moine, saint Martin de Tours, pèlerinage, reliques de Saint Martin, abbaye romane de Saint Martin et à partir des XIe et XIIe siècles : l'un des quatre départs des routes de Saint-Jacques-de-Compostelle (Tours, Vézelay, Le Puy-en-Velay et Arles)
Berceau de la féodalité qui se développe entre le XIe siècle et le XIIe siècle.

### Orléans, Bourges, Tours et Chartres: foyers de la puissance royale et du rayonnement culturel et religieux de la région au Moyen Âge
Au Moyen Âge, la région Centre s'organise autour de quatre foyers politiques, culturels et religieux :
- Orléans : la ville joua un rôle majeur pour les premières dynasties royales françaises. Elle fut l'une des capitales des rois mérovingiens, carolingiens puis capétiens. L'Abbaye de Fleury, toute proche, disputa à celle de Saint-Denis sa primauté culturelle et religieuse sur la dynastie. Jusqu'au cinquième roi capétiens, Philippe Ier, son influence fut considérable. À partir de Louis le Gros, Saint-Denis, grâce à l'abbé Suger prit définitivement l'ascendant, fixant définitivement le siège politique royal à Paris. Cependant, Orléans demeura l'une des cités majeures du domaine royal. Ainsi, Louis XI fut inhumé à quelques kilomètres, en la basilique Notre-Dame de Cléry.
- Bourges : héritière d'Avaricum, oppidum gaulois devenu une riche cité romaine, Bourges prend dès le haut Moyen Âge un haut rang dans la hiérarchie ecclésiastique. Archevêché, elle possède également le primat sur la province d'Aquitaine dont elle demeure, avant que Bordeaux ne la supplante, la capitale religieuse et politique. Devenue résidence des Ducs de Berry, Bourges connaîtra son "âge d'or" pendant la Guerre de Cent Ans, quand le futur Charles VII, dauphin du royaume, en fait la capitale du royaume. Elle sera aussi la cité de Jacques Cœur, grand argentier du roi et l'un des premiers français à s'enrichir grâce au commerce avec la Méditerranée.
- Tours : cité ligérienne par excellence, Tours connaîtra un rayonnement dans toute l'Europe au Moyen Âge grâce à l'Abbaye de Marmoutier dont l'influence s'étendait sur l'ensemble de l'actuelle région Centre. Trop éloignée de Paris pour bénéficier pleinement de l'influence capétienne, Tours se rapprochera par la suite, au moins culturellement de l'ouest des Plantagenêts. La Renaissance et la proximité des résidences royales que furent Blois, Chambord ou encore Amboise, l'ancreront définitivement dans le royaume de France dont elle deviendra le « jardin ».
- Chartres : sans réelle influence politique, Chartres se caractérise par son rayonnement culturel et spirituel exceptionnel. Grâce à Fulbert de Chartres, elle devient l'un des phares culturels du Moyen Âge, à la tête de l'Ecole de Chartres fondée par ce dernier.

En 1429, durant la guerre de Cent Ans, Orléans est assiégée par les Anglais et Jeanne d'Arc va « bouter les Anglais hors de France ».
Historiquement, la Région Centre regroupe trois provinces :
- l'Orléanais (Loiret, Eure-et-Loir, Loir-et-Cher) ;
- le Berry (Cher et Indre)
- la Touraine (Indre-et-Loire).

Celles-ci sont entrées très tôt dans le domaine royal, à la formation duquel elles contribuèrent très largement : les châteaux de la Loire - de Gien à Chinon, en passant par Chambord, Blois, Chenonceaux... témoignent, en effet, d'un héritage commun. Il faut noter également, l'étonnante abondance des célébrités littéraires (Balzac, Descartes, Rabelais, Ronsard, George Sand, Charles Péguy, Marcel Proust, Alain-Fournier, ...).